# Mindfields
Mindfields es el décimo álbum de estudio de la banda de rock, Toto. Se publicó en Europa el 16 de marzo de 1999 y el 16 de noviembre en EE. UU., y supuso el retorno del cantante Bobby Kimball, quien había dejado el grupo tras el exitoso álbum "Toto IV", siendo candidato a un Grammy como mejor "arreglo para álbum" (categoría no clásica) en el 2000.

## Historia
Era el nuevo álbum de Toto tras muchos años sin Bobby Kimball, y se hizo esperar. El disco se retrasaba en las tiendas y empezaba a escucharse el sencillo "Cruel", pero solo en Europa, Asia y Latinoamérica, situándose en el número 4 en Alemania y en el número 6 en Japón (en 2000). Tras éste se publicó otro sencillo, "Caught In The Balance" y el álbum por fin se podía encontrar en Latinoamérica. Contiene trece canciones y una extra, "Spanish Steps Of Rome", llevándonos a un recorrido por la trayectoria de la banda y mostrándonos la gran voz de Bobby. Cabe resaltar que las canciones del álbum se editaron en diferente orden en Estados Unidos y en Japón. La banda emprendió una nueva gira titulada "Mindfields World Tour", la cual se prolongó durante el siguiente año.

## Canciones
| Mindfields |                                    |                                                                                      |                    |          |  |
| N.º        | Título                             | Escritor(es)                                                                         | Voces Principales  | Duración |  |
| 1.         | «After You've Gone»                | Steve Lukather, Phil Soussan                                                         | Steve Lukather     | 6:37     |  |
| 2.         | «Mysterious Ways»                  | Steve Lukather, David Paich, Mark Hudson, Dean Grakal                                | Kimball y Lukather | 3:42     |  |
| 3.         | «Mindfields»                       | Steve Lukather, David Paich, Simon Phillips, Bobby Kimball, Mike Porcaro             | Bobby Kimball      | 6:04     |  |
| 4.         | «High Price Of Hate *»             | Steve Lukather, David Paich, Simon Phillips, Stan Lynch, Mike Porcaro                | Bobby Kimball      | 9:30     |  |
| 5.         | «Selfish»                          | Steve Lukather, David Paich, Stan Lynch                                              | Bobby Kimball      | 5:30     |  |
| 6.         | «No Love»                          | Steve Lukather, David Paich, Randy Goodrum                                           | Steve Lukather     | 4:34     |  |
| 7.         | «Caught In The Balance»            | Steve Lukather, David Paich, Simon Phillips, Bobby Kimball, Mike Porcaro, Stan Lynch | Bobby Kimball      | 6:22     |  |
| 8.         | «Last Love»                        | Steve Lukather, David Paich                                                          | Steve Lukather     | 4:58     |  |
| 9.         | «Mad About You»                    | David Paich, Joseph Williams                                                         | Bobby Kimball      | 4:24     |  |
| 10.        | «One Road»                         | Steve Lukather, David Paich, Randy Goodrum                                           | Bobby Kimball      | 3:44     |  |
| 11.        | «Melanie»                          | Steve Lukather, David Paich, Randy Goodrum                                           | Steve Lukather     | 5:20     |  |
| 12.        | «Cruel»                            | Steve Lukather, Simon Phillips, Bobby Kimball, Jerry Leiber                          | Bobby Kimball      | 5:58     |  |
| 13.        | «Better World (Parts I, II & III)» | Steve Lukather, David Paich, Simon Phillips                                          | Steve Lukather     | 7:50     |  |
| 1:14:24    |                                    |                                                                                      |                    |          |  |

| Bonus Track EE. UU. Y Japonés |                            |                             |             |          |  |
| N.º                           | Título                     | Escritor(es)                | Voz         | Duración |  |
| 14.                           | «Spanish Steps Of Rome **» | Steve Lukather, David Paich | David Paich | 4:26     |  |
| 1:18:50                       |                            |                             |             |          |  |

(*) En algunas copias del álbum la canción "High Price Of Hate" tiene una duración de 9:50
(**) Sólo disponible en copias de EE. UU. y Japón
• Las canciones Mysterious Ways y Mindfields están continuadas entre sí.

## Componentes
- Steve Lukather: Guitarras, voz (Pistas 1, 2, 6, 8, 11, 13)
- Bobby Kimball: Voz principal (Pistas 2-5, 7, 9, 10, 12)
- David Paich: Teclados, voz principal en "Spanish Steps Of Rome"
- Mike Porcaro: Bajo, chelo.
- Simon Phillips: Batería, droops.
- Producido por Toto y Elliot Scheiner